# Raymond Kalla
Raymond Nkongo Kalla (Douala, 24 aprile 1975) è un ex calciatore camerunese, di ruolo difensore.

## Carriera
Ha diviso la propria carriera tra Camerun, Grecia, Spagna, Germania e Turchia, giocando in tutte le massime divisioni dei campionati nazionali e raggiungendo l'apice della carriera con la vittoria di 2 Coppe d'Africa in 2 anni con la maglia del Camerun.
Dal 1º marzo 2022 è team manager della nazionale del Camerun.

## Palmarès

### Club

#### Competizioni nazionali
- Coppa del Camerun: 3

Canon Yaoundé: 1993, 1995
Union Douala: 2006

### Nazionale
- Coppa d'Africa: 2

Ghana-Nigeria 2000, Mali 2002